# 柔道一代 (テレビドラマ)
『柔道一代』（じゅうどう いちだい）は、1962年12月14日から1964年10月9日まで、TBS系列で30分枠で放送されたTBS、NAC製作のテレビドラマ。全95話。雪印乳業（現在の雪印メグミルク）の一社提供番組。放送時間は毎週金曜19:30 - 20:00（JST）。
嘉納治五郎を主人公にした初めての映像作品。

## 概要

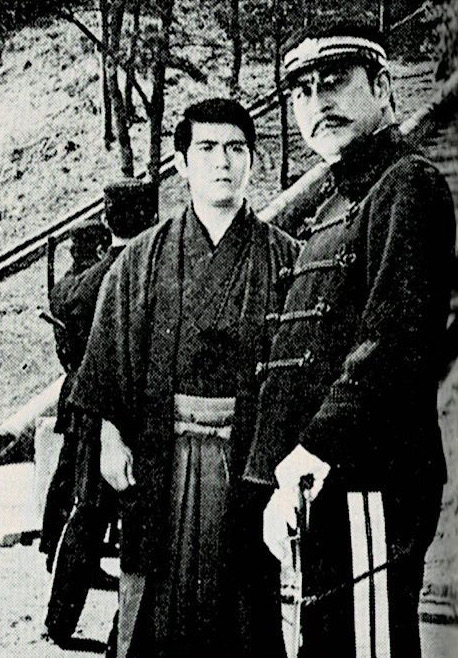
ドラマ「柔道一代」の一場面。御木本伸介(左)と田崎潤(右)。

講道館を興した柔道の祖・嘉納治五郎と、後に講道館四天王と謳われる富田常次郎、西郷四郎、横山作次郎、山下義韶の四人の高弟をモデルにしたドラマ作品。
フィクションが織り込まれるため、登場人物は全て仮名で、講道館も弘道館となっているが、初めて嘉納治五郎を扱った映像作品である。
嘉納治五郎の青春編として、全26回・半年間の予定で放送が開始されたが、村田英雄が歌う主題歌とともに人気となり、半年間の放送延長が決まったが、またさらに延長され、最終的な放送期間は２年に及ぶ人気番組となった。スポンサーは雪印乳業。

## あらすじ
明治14年、東京帝大を終えた真野修五郎（御木本伸介）は、大学に残って哲学の研究を続けるかたわら、学習院で講師を勤めていた。帝大在学中から心身を鍛え、柔術に励んでいた修五郎は、天神真揚流の固め技の極意を得た後、師範・飯久保恒春から起倒流の投げ技を叩き込まれていた。
そして明治15年2月、柔術の色々な流派の技を集成して新しく独自の道を切開く第一歩を踏み出した。弟子は宮田源次郎（黒丸良）ただひとり...。

## スタッフ
- 企画：岡本良介、津田勝二（NAC）
- 製作主任：保水章二
- 原作：近藤竜太郎『柔道一代 風雲講道館』（読売スポーツ連載、芸文社／刊）
- 脚本：池上金男、七条門、柴英三郎、光畑碩郎、上城正義、河合哲治、生田直親、太田久行、山浦弘靖、鈴木兵吾、藤川桂介、津田幸夫、大島渚（第33話のみ）[5][6]
- 監督：山田達雄、中川信夫、石川寿寛、勝俣真喜治、柴田吉太郎、小野田嘉幹、曽根義隆[5][6][1]
- 撮影：宮西良太郎[6]
- 編集：神島帰美
- 照明：岡庭正隆
- 美術：儘田敏雄
- 音楽：山路進一
- 製作：TBS、NAC

## 出演者
（）内はモデルとなった実在の人物名
- 真野修五郎（嘉納治五郎）：御木本伸介[1]
- 宮田源次郎（富田常次郎）：黒丸良[1]
- 郷文四郎（西郷四郎）：高島新太郎[1]
- 横川耕次郎（横山作次郎）：友田輝[1]
- 山上義郎（山下義韶）：宇南山宏[1]
- 瞬海和尚（朝舜坊）：陶隆

### ゲスト出演者
- 飯久保恒春：飯田覚三
- 戸塚彦市：高松正雄
- さと：小山明子（第33話「熱き血潮に」）[6]
- 辰之助：柳生博（第33話「熱き血潮に」）[6]
- 明治天皇：嵐寛寿郎（第37話「明治天皇天覧試合」）
- 田崎潤
- 岸正子[5]
- 藤田佳子[5]
- 津沢彰秀[5]
- 高須賀忍

## エピソード
- 主演の御木本伸介は旧制中学の授業で柔道を習ったのみ。姿三四郎のモデルとしても知られる西郷四郎がモデルの郷文四郎役の高島新太郎は大学時代に柔道経験があったが、主要キャスト5人の中に本格的な柔道経験のあるものはいなかった。5人のうちで実際に一番強いのは誰か?という問いに、御木本は「高島がなかなかやりますよ」と答えている[3]。また、柔道に疎い脚本家も多く「一瞬目を閉じた」という表現があり、目を閉じては技がかけられない、と演じる側は戸惑ったという[3]。
- 当初の放送予定から大幅に延長されたため、番組終盤には嘉納治五郎の人生のいつ頃を描いているのか曖昧になり、御木本伸介は「やっている私たちにもどのあたりの時代なのかよくわからない」、おそらく学習院の教頭時代ではないかと述べている[3]。
- 講道館関係者は番組に好意的で、嘉納治五郎生誕百年を記念して上梓された『新体育学講座 第35巻　嘉納治五郎 -世界体育史上に輝く-』の中でもこの番組について触れており、数多ある嘉納の写真の中に1枚、髭を取れば御木本演じる真野修五郎にそっくりなのがあるとして、「その意味においてわれわれは安心してあの劇を見ることが出来る。」という記述がある[1]。御木本伸介には講道館より初段の段位が授与されたほか、講道館の機関紙『柔道』がインタビュー取材を行っている[3]。
- 後年の「柔道一直線」とは違い派手さのないドラマだったが、(放送当時の)期待される人間像を打ち出し、男性を主体とした幅広い年齢の視聴者層を取り込んだことと、子どもと安心して見られる番組として主婦層の取り込みにも成功したことが、地味ながら強い人気を獲得した要因であるとされる[3][7][8]。
- 1963年7月26日放送の第33話「熱き血潮に」は、大島渚が初めてテレビドラマ向けに書いた脚本である。これは、本作のメイン監督の一人が中川信夫であったためで、大島は「これは僕が中川信夫さんが好きだったから書いた脚本」と述べている[9]。

## 放映リスト（サブタイトルリスト）
| 回数 | 放送日         | サブタイトル         | 脚本               | 監督       | 主なゲスト                       |
| ---- | -------------- | -------------------- | ------------------ | ---------- | -------------------------------- |
| 1    | 1962年12月14日 | 王者への道           | 池上金男           | 山田達雄   |                                  |
| 3    | 1962年12月21日 | 血涙の破門           | 七条門             | 中川信夫   |                                  |
| 4    | 1962年12月21日 | 風雲千鳥ヶ淵         | 七条門             | 中川信夫   |                                  |
| 5    | 1963年1月11日  | 滅びゆくもの         | 柴英三郎           | 柴田吉太郎 |                                  |
| 6    | 1963年1月18日  | 別離                 | 柴英三郎           | 柴田吉太郎 |                                  |
| 9    | 1963年2月8日   | 道遠けれど           | 池上金男           | 山田達雄   |                                  |
| 10   | 1963年2月15日  | 涙の栄冠             | 池上金男           | 山田達雄   |                                  |
| 13   | 1963年3月8日   | 柔道の鬼             | 七条門             | 中川信夫   |                                  |
| 14   | 1963年3月15日  | 正義の道             | 七条門             | 中川信夫   |                                  |
| 15   | 1963年3月22日  | 行方も知れず         | 池上金男           | 柴田吉太郎 |                                  |
| 16   | 1963年3月29日  | 宿命の対決           | 池上金男           | 柴田吉太郎 |                                  |
| 17   | 1963年4月5日   | 思いはるけく         | 池上金男           | 中川信夫   |                                  |
| 18   | 1963年4月12日  |                      | 池上金男           |            |                                  |
| 19   | 1963年4月19日  |                      | 池上金男           |            |                                  |
| 20   | 1963年4月26日  |                      | 池上金男、石井幸子 |            |                                  |
| 21   | 1963年5月17日  |                      | 上代正義           |            |                                  |
| 22   | 1963年5月24日  |                      | 河上哲治           |            |                                  |
| 25   | 1963年5月31日  |                      | 池上金男           |            |                                  |
| 26   | 1963年6月7日   |                      | 池上金男           |            |                                  |
| 29   | 1963年6月28日  | 自由の潮             | 生田直観           |            |                                  |
| 30   | 1963年7月5日   | 飛べよ夢風船         | 太田久行           |            |                                  |
| 33   | 1963年7月26日  | 熱き血潮に           | 大島渚             | 中川信夫   | 小山明子、柳生博                 |
| 34   | 1963年8月2日   |                      | 太田久行           |            |                                  |
| 35   | 1963年8月9日   |                      | 池田金男           |            |                                  |
| 36   | 1963年8月16日  | 旅路の終わり         | 池田金男           | 柴田吉太郎 |                                  |
| 37   | 1963年8月23日  | 明治天皇と天覧試合   | 生田直観           | 中川信夫   | 沖竜次、大友純、国創典、嵐寛寿郎 |
| 38   | 1963年8月30日  | 燃える女             | 太田久行           | 中川信夫   |                                  |
| 42   | 1963年9月27日  |                      | 池田金男           |            |                                  |
| 43   | 1963年10月4日  |                      | 山浦弘靖           |            |                                  |
| 47   | 1963年11月1日  | 狼とその子           | 七条門             | 柴田吉太郎 |                                  |
| 48   | 1963年11月8日  | 那須野ヶ原に露ありし | 太田久行           | 柴田吉太郎 |                                  |
| 50   | 1963年11月29日 | 静かなる対決         | 藤川桂介           | 山田達雄   |                                  |
| 51   | 1963年12月6日  | 勝海舟と講道館       | 池上金男           | 柴田吉太郎 |                                  |
| 53   | 1963年12月20日 | 花ある説得           | 鈴木兵吾           | 柴田吉太郎 |                                  |
| 54   | 1963年12月27日 | 愛                   | 鈴木兵吾           | 勝俣真喜治 |                                  |
| 55   | 1964年1月3日   | 龍の爪跡             | 太田久行           | 勝俣真喜治 |                                  |
| 56   | 1964年1月10日  | 殴られた次郎長       | 池上金男           | 柴田吉太郎 |                                  |
| 57   | 1964年1月17日  | 龍の爪跡             | 七条門             | 柴田吉太郎 |                                  |
| 58   | 1964年1月24日  | 生きていた古流       | 七条門             | 勝俣真喜治 |                                  |
| 59   | 1964年1月31日  | 陸蒸気来たる         | 山浦弘靖           | 勝俣真喜治 |                                  |
| 60   | 1964年2月7日   | 寒梅の歌             | 太田久行           | 柴田吉太郎 |                                  |
| 61   | 1964年2月14日  | 臆病久助             | 生田直観           | 柴田吉太郎 |                                  |
| 62   | 1964年2月21日  | 二つの花びら         | 鈴木兵吾           | 勝俣真喜治 |                                  |
| 63   | 1964年2月28日  |                      | 津田幸夫           |            |                                  |
| 64   | 1964年3月6日   | 青春大路             | 太田久行           | 柴田吉太郎 |                                  |
| 65   | 1964年3月13日  | ほら吹き人形         | 鈴木兵吾           | 柴田吉太郎 |                                  |
| 66   | 1964年3月20日  | 遠い夕雪             | 七条門             | 勝俣真喜治 |                                  |
| 67   | 1964年3月27日  | おんぼろ大将         | 藤川桂介           | 柴田吉太郎 |                                  |
| 68   | 1964年4月3日   | ゆすられた縁談       | 七条門             | 柴田吉太郎 |                                  |
| 69   | 1964年4月10日  | 花落ちる朝           | 鈴木兵吾           | 柴田吉太郎 |                                  |
| 70   | 1964年4月17日  | 消えぬ波紋           | 藤川桂介           | 柴田吉太郎 |                                  |
| 71   | 1964年4月24日  | 新風                 | 七条門             | 柴田吉太郎 |                                  |
| 72   | 1964年5月1日   | 小太刀の女           | 池上金男           | 飯島敏広   |                                  |
| 73   | 1964年5月8日   | 明治ろまん書生       | 鈴木兵吾           | 柴田吉太郎 |                                  |
| 74   | 1964年5月15日  | 執念の必殺技         | 七条門、池上金男   | 柴田吉太郎 |                                  |
| 75   | 1964年5月22日  | その前夜             | 七条門、池上金男   | 柴田吉太郎 |                                  |
| 76   | 1964年5月29日  | 決斗無情             | 七条門、池上金男   | 柴田吉太郎 |                                  |
| 77   | 1964年6月5日   | てるてる坊主         | 山浦弘靖           | 飯島敏広   |                                  |
| 78   | 1964年6月12日  | 秘法バラ返し         | 太田久行           | 柴田吉太郎 |                                  |
| 79   | 1964年6月19日  | 雲を掴む男           | 七条門             | 柴田吉太郎 |                                  |
| 80   | 1964年6月26日  | 雨だれ花嫁           | 鈴木兵吾           | 飯島敏広   |                                  |
| 81   | 1964年7月3日   | たらちね婦道         | 太田久行           | 柴田吉太郎 |                                  |
| 82   | 1964年7月10日  | 一番纏               | 山浦弘靖           | 柴田吉太郎 |                                  |
| 83   | 1964年7月17日  | 老人と大魚           | 七条門             | 柴田吉太郎 |                                  |
| 84   | 1964年7月24日  | 青年                 | 山浦弘靖           | 曽根義隆   |                                  |
| 85   | 1964年7月31日  | 海辺にて             | 津田幸夫           |            |                                  |
| 86   | 1964年8月7日   | 北辺の兄弟           | 七条門             | 柴田吉太郎 |                                  |
| 87   | 1964年8月14日  | 蝦夷の夕富士         | 山浦弘靖           | 柴田吉太郎 |                                  |
| 88   | 1964年8月21日  | 北風と太陽           | 太田久行           | 飯島敏広   |                                  |
| 89   | 1964年8月28日  | 柳と風               | 山浦弘靖           | 柴田吉太郎 |                                  |

## 主題歌
- 村田英雄「柔道一代」（作詞:星野哲郎、作曲:山路進一）

## 放送局
- TBS（制作局）
- 中日放送[1]

ほかに北海道、岩手県で放送された。